# ويلي لوغان
ويلي لوغان هو متزلج سريع كندي، ولد في 15 مارس 1907 في سانت جون في كندا، وتوفي في 6 نوفمبر 1955 في Sackville, New Brunswick ‏ في كندا.

## وصلات خارجية
- ويلي لوغان على موقع SpeedSkatingBase.eu (الإنجليزية)
- ويلي لوغان على موقع SpeedSkatingNews.info (الإنجليزية)
- ويلي لوغان على موقع SpeedSkatingStats.com (الإنجليزية)
- ويلي لوغان على موقع اللجنة الأولمبية الدولية (الإنجليزية)
- ويلي لوغان على موقع أوليمبيديا (الإنجليزية)
- ويلي لوغان على موقع اللجنة الأولمبية الكندية (الإنجليزية)
- ويلي لوغان على موقع قاعة نيو برونزويك للمشاهير الرياضية (الإنجليزية)